# 白井涼
白井 涼（しらい りょう、1980年6月7日 - ）は、日本の俳優、ファッションモデル。本名同じ。福島県出身。順天堂大学スポーツ科学部卒業。アンドリーニ所属。身長182cm 体重67kg。

## 人物
小学生時代は陸上部に所属し、走り幅跳びは4m90cmで県大会3位の成績を残す。走り幅跳びでは、始めて2ヶ月で全国ランキング1位（5m60cm）を記録。中学時代はサッカー部・陸上部に同時所属。2年生の時にジュニアオリンピック走り幅跳びで全国3位の成績を収める。
福島県立会津高等学校へ進学後はサッカー部に所属。2年次生の時に鹿島アントラーズユースへ入部。3年次にはサッカー東日本ヨーロッパ選抜に選出される。
その後、順天堂大学スポーツ科学部健康学科へ進学しサッカー部に所属。大学では教職免許も取得し、卒業後は小学校での非常勤教員（2年生算数）の経験も持つ。
大学在学中よりモデル事務所に所属しクラスモデルを経て、現在アンドリーニに所属。
2012年、本人が代表理事を務める一般財団法人Zippy Actionスポーツ・文化振興財団を設立。日本国はもちろんのこと、特に発展途上国に対し日本の文化やスポーツ技術の普及、啓発をし、スポーツ選手等の発掘や支援を行うこと、文化の発展及びスポーツ技術の向上に貢献することを目的とする。これまで、東南アジアを中心にストリートチルドレンや知的障害者支援施設への物資の支給、各国のオリンピック協会と協賛し選手の育成、スポーツイベント構築。現在ではサポートするフィリピン体操選手が世界大会でメダルを獲得するなどし東京オリンピックに出場をする。

## スポーツマンNo.1決定戦
新王座チャレンジバトル（2007年3月30日放送）
バスツアー予選会を2位通過で出場権を獲得にコロッセオ初参戦。CONQUISTADORでは1回戦でワッキーに勝利するも2回戦で阿部力にライト1個差で敗退。PECT CROSS 55kg、MONSTER BOX 16段、MUSCLE GYMは179回で7位と活躍し、暫定総合5位で最終種目進出。SHOT-GUN-TOUCHでは1回目の試技で12m30cmを申告し失敗するも、2回目の試技は12m00cm、3回目では12m30cmを成功し、総合No.1のワッキーと総合2位の高橋光臣に次いで総合3位入賞を果たす。
第18回芸能人サバイバルバトル（2007年10月5日放送）
BEACH FLAGS  3回戦進出、MONSTER BOXは自己記録タイの16段と活躍するもSPIN OFFの1回戦で佐藤弘道に敗退したことが影響し、MONSTER BOX終了時点で暫定総合7位のファイナル進出当落線上にいたが、MUSCLE GYMで自己記録を大幅に更新する232回で種目別2位につけ、ダンテを逆転して暫定総合5位で最終種目進出。SHOT-GUN-TOUCHでは1回目、2回目を成功。総合No.1の覇権争いに加わり、3回目で自己新記録が懸かる12m40cmに挑戦するも失敗に終わり、総合3位に終わった。
モンスターボックス公認記録会（2010年1月7日放送）
自己記録16段を4段更新する20段をマークし、22段を記録した大山大和と記録21段の池谷直樹に次ぐ全選手中3位の大健闘を見せた。
芸能人サバイバルバトル
| 大会           | 放送日        | 総合順位 |
| -------------- | ------------- | -------- |
| 新王座CB(XXXV) | 2007年3月30日 | 3位      |
| 第18回大会     | 2007年10月5日 | 3位      |

## 出演

### TV
- NHK「ワールドカップ」PRスポット（2007年、NHK）
- 最強の男は誰だ!壮絶筋肉バトル!!スポーツマンNo.1決定戦（2007年3月30日、10月5日、TBS）
- サスケマニア（2008年、TBS）
- SASUKE（TBS）

### CM
- Kaneboテスティモ
- マイクロソフト

### 雑誌
- Gainer
- FINEBOYS
- LUSSO
- an・an

### カタログ
- OIOI Voi
- renoma
- adidas
- 千趣会

### ショー
- HERMES
- HUGO BOSS